# Associazione Nuotatori Brescia 2013-2014
Questa voce raccoglie le informazioni riguardanti l'Associazione Nuotatori Brescia nelle competizioni ufficiali della stagione 2013-2014.

## Rosa
| N° |                   | Ruolo | Giocatore          |
| -- | ----------------- | ----- | ------------------ |
| 1  | Italia (bandiera) | P     | Marco Del Lungo    |
| 13 | Italia (bandiera) | P     | Brando Dian        |
|    | Italia (bandiera) | D     | Stefano Guerrato   |
| 4  | Italia (bandiera) | D     | Filippo Legrenzi   |
| 7  | Italia (bandiera) | D     | Daniele Giorgi     |
| 2  | Italia (bandiera) | D     | Giuseppe Valentino |
| 6  | Italia (bandiera) | CV    | Valerio Rizzo      |
| 5  | Spagna (bandiera) | CV    | Guillermo Molina   |

| N° |                    | Ruolo | Giocatore            |
| -- | ------------------ | ----- | -------------------- |
| 9  | Italia (bandiera)  | A     | Nicholas Presciutti  |
| 11 | Italia (bandiera)  | A     | Francesco Di Fulvio  |
| 8  | Italia (bandiera)  | A     | Alessandro Nora      |
| 3  | Italia (bandiera)  | A     | Christian Presciutti |
| 10 | Francia (bandiera) | CB    | Michaël Bodegas      |
| 12 | Italia (bandiera)  | CB    | Christian Napolitano |

| Allenatore: | Alessandro Bovo |

## Organigramma societario
Dati tratti dal sito ufficiale della società.
Area direttiva
- Presidente: Andrea Malchiodi
- Direttore sportivo: Piero Borelli
- Segretaria: Stefania Bianchi
- Addetto stampa: Pippo Gussago
- Resp. settore Giovanile Pallanuoto: Alessandro Morandini

Area tecnica pallanuoto
- Allenatore 1ª squadra: Alessandro Bovo
- Allenatori giovanili: Enrico Oliva, Matteo Guerrato, Dario Bertazzoli

Area tecnica nuoto
- Responsabile e allenatore: Fabio Tizzano
- Allenatori giovanili: Marco Masneri, Elia San Lorenzo

## Risultati

### Serie A1

#### Girone di andata
| Arbitri: | Rovida D. Bianco |

|                                                         |           | |
| F. Pagani: 4 Gaffuri: 3 Jelača: 2 Busillachi, Hrošík: 1 | Marcatori | 3: E. Calcaterra, C. Presciutti 2: Bodegas, Napolitano 1: F. Di Fulvio, Giorgi, Nora, N. Presciutti, Valentino |

| Arbitri: | Brasiliano Castagnola |

| |           |                    |
| N. Presciutti: 4 Napolitano: 3 Bodegas, F. Di Fulvio, Molina, Nora: 2 Guerrato, C. Presciutti, Rizzo: 1 | Marcatori | 2: Bini 1: Coppoli |

| Arbitri: | Ceccarelli Severo |

|                                                              |           |                                                             |
| Luongo, Petković: 2 Di Costanzo, Saviano, Scotti Galletta: 1 | Marcatori | 3: Molina, C. Presciutti 2: N. Presciutti 1: Bodegas, Rizzo |

| Arbitri: | Caputi Paoletti |

|                                                                     |           |                                               |
| Molina: 3 Bodegas, Napolitano, Rizzo: 2 C. Presciutti, Valentino: 1 | Marcatori | 4: Figlioli 2: Ivović, Giacoppo 1: F. Lapenna |

| Arbitri: | Collantoni Calabro |

|                                          |           |                                                                                |
| Steardo: 2 Beltrame, Rinaldi, Tomašić: 1 | Marcatori | 3: Napolitano, C. Presciutti, Molina, Rizzo 2: N. Presciutti 1: Legrenzi, Nora |

| Arbitri: | Petronilli Riccitelli |

|                                                   |           |                                                  |
| Rizzo: 7 Nora: 2 Giorgi, Molina, N. Presciutti: 1 | Marcatori | 3: Brguljan 1: Baraldi, Primorac, Ronga, Velotto |

| Arbitri: | Daniele Rovida |

|                                       |           | |
| Oneto: 3 Acosta, Benedetti, Nunome: 1 | Marcatori | 4: Rizzo 3: F. Di Fulvio, Molina 2: Napolitano, C. Presciutti 1: Bodegas, Nora, N. Presciutti, Valentino |

| Arbitri: | Ceccarelli Ercoli |

| |           |                                                                 |
| F. Di Fulvio, N. Presciutti: 4 C. Presciutti, Valentino: 3 Nora, Rizzo: 2 Bodegas, Giorgi, Molina, Napolitano: 1 | Marcatori | 5: A. Calcaterra 2: Colosimo 1: Di Rocco, Maddaluno, Vittorioso |

| Arbitri: | Severo Scappini |

|                                                  |           |                                                                     |
| Bruni, Camilleri, Guidaldi, Lanzoni, Marziali: 1 | Marcatori | 3: Molina 2: C. Presciutti, Rizzo 1: F. Di Fulvio, Napolitano, Nora |

| Arbitri: | Brasiliano Piano |

|                                          |           |                                      |
| Nora: 3 Bodegas, F. Di Fulvio, Molina: 1 | Marcatori | 2: Gallo, Radović 1: Dolce, Klikovac |

| Arbitri: | Pascucci Severo |

|                                                                          |           |                                                                 |
| Alesiani, Damonte, Deserti: 2 Agostini, J. Colombo, Elez, Mistrangelo: 1 | Marcatori | 5: Molina 4: Bodegas, Rizzo 1: Giorgi, C. Presciutti, Valentino |

#### Girone di ritorno
| Arbitri: | Ercoli Savarese |

| |           |                                               |
| Bodegas, C. Presciutti: 4 Molina: 3 F. Di Fulvio, Napolitano, N. Presciutti, Rizzo: 2 Giorgi, Nora: 1 | Marcatori | 3: F. Pagani 2: Hrošík 1: Foti, Jelača, Susak |

| Arbitri: | Del Bosco Gomez |

|                                            |           | |
| Coppoli, A. Di Fulvio, Eskert, M. Gitto: 1 | Marcatori | 3: Bodegas 2: F. Di Fulvio, C. Presciutti, N. Presciutti, Rizzo 1: Giorgi, Legrenzi, Molina, Napolitano, Nora, Valentino |

| Arbitri: | Paoletti Riccitelli |

|                                                                                         |           |                                                        |
| Bodegas, Molina, Rizzo: 3 F. Di Fulvio: 2 Giorgi, Nora, C. Presciutti, N. Presciutti: 1 | Marcatori | 3: Pérez 2: Sadovyy 1: Drašković, Gambacorta, Petković |

| Arbitri: | Bianchi Severo |

|                                                                 |           |                                                                                   |
| Ivović: 4 Aicardi, Figlioli: 3 Giorgetti: 2 Joković, Lapenna: 1 | Marcatori | 2: Bodegas, Molina, Rizzo 1: F. Di Fulvio, Giorgi, Nora, C. Presciutti, Valentino |

| Arbitri: | D. Bianco Petronilli |

|                                                                                        |           |                      |
| Molina, Napolitano, Rizzo: 3 F. Di Fulvio, C. Presciutti: 2 Giorgi, Nora, Valentino: 1 | Marcatori | 2: Steardo 1: Tullio |

| Arbitri: | Lo Dico Piano |

|                                 |           | |
| Brguljan: 3 Borrelli, Parisi: 1 | Marcatori | 5: Rizzo 3: F. Di Fulvio, Giorgi 2: Molina, C. Presciutti, N. Presciutti 1: Bodegas, Napolitano, Nora, Valentino |

| Arbitri: | Ceccarelli Romolini |

| |           |          |
| Valentino: 3 F. Di Fulvio, Legrenzi, C. Presciutti, N. Presciutti, Rizzo: 2 Bodegas, Giorgi, Napolitano: 1 | Marcatori | 1: Hazui |

| Arbitri: | Calabrò Pascucci |

|                                                            |           |                                                                          |
| Vittorioso: 3 A. Calcaterra, Colosimo, Di Rocco, Gianni: 1 | Marcatori | 6: F. Di Fulvio 4: Molina 3: Nora 2: C. Presciutti 1: Giorgi, Napolitano |

| Arbitri: | Collantoni Ricciotti |

|                                                                                                 |           |                                      |
| Rizzo: 8 F. Di Fulvio, Napolitano, C. Presciutti: 5 Nora, N. Presciutti: 2 Molina, Valentino: 1 | Marcatori | 2: Bruni 1: Lanzoni, Marziali, Prian |

| Arbitri: | Caputi Pinato |

|                                                                      |           |                                                                             |
| Radović, RenzutI. o: 2 Dolce, Foglio, Klikovac, E. Russo, Saccoia: 1 | Marcatori | 3: Rizzo 2: Molina 1: F. Di Fulvio, Giorgi, Napolitano, Nora, C. Presciutti |

| Arbitri: | Calabrò Paoletti |

|                                                                         |           |                                                                   |
| C. Presciutti: 5 Napolitano, Rizzo: 2 Bodegas, Molina, N. Presciutti: 1 | Marcatori | 2: Elez 1: Alesiani, G. Bianco, L. Bianco, J. Colombo, Deserti: 1 |

#### Playoff - Quarti di finale
| Arbitri: | Bianchi Rovida |

|                                          |           |                                                                                       |
| Jelača, F. Pagani: 2 Cesini, Ferraris: 1 | Marcatori | 3: Bodegas, Rizzo 1: F. Di Fulvio, Giorgi, Molina, Nora, C. Presciutti, N. Presciutti |

| Arbitri: | Centineo Savarese |

|                                                                                                  |           |                                              |
| Molina: 4 Bodegas: 3 C. Presciutti, Rizzo: 2 F. Di Fulvio, Giorgi, Legrenzi, Napolitano, Nora: 1 | Marcatori | 2: Busilacchi, F. Pagani 1: Ferraris, Jelača |

#### Playoff - Semifinali
| Arbitri: | Severo Taccini |

|                                                                                 |           |                               |
| Bodegas, F. Di Fulvio, Molina, C. Presciutti, Rizzo: 3 Napolitano, Valentino: 1 | Marcatori | 2: Bertoli, Gallo, RenzutI. o |

| Arbitri: | Paoletti Bianchi |

|                                                                 |           |                                                   |
| Radović: 3 RenzutI. o: 2 Bertoli, Gallo, Klikovac, Mandolini: 1 | Marcatori | 3: Molina, Rizzo 2: Nora 1: Bodegas, F. Di Fulvio |

#### Playoff - Finale scudetto
| Arbitri: | Bianchi Paoletti |

|                                                   |           |                                                  |
| Giacoppo, Ivović: 2 Aicardi, Felugo, Giorgetti: 1 | Marcatori | 2: Molina, C. Presciutti 1: N. Presciutti, Rizzo |

| Arbitri: | Caputi Severo |

|                                                  |           |                                           |
| Bodegas, Molina: 2 Nora, C. Presciutti, Rizzo: 1 | Marcatori | 3: Giorgetti 1: Figlioli, Ivović, Joković |

| Arbitri: | Caputi Bianchi |

|                                                                                  |           |                                                          |
| Joković: 3 Figari, Figlioli: 2 Felugo, Giacoppo, Giorgetti, N. Gitto, Lapenna: 1 | Marcatori | 3: Molina 2: F. Di Fulvio 1:C. Presciutti, N. Presciutti |

### LEN Champions League

#### Turno preliminare
L'AN Brescia entra in scena direttamente a partire dal turno preliminare, usufruendo di una delle otto wild card.
Due gironi da sei squadre ciascuno. Si qualificano le prime 3 del girone B e le prime 2 del girone A più il Barceloneta, squadra ospitante della Final Six. L'AN Brescia è inclusa nel girone B.
| Arbitri: | Francesc Xavier Buch Emanuel Manol Taylan |

|                                                                            |           |                                       |
| Bodegas: 3 Crousillat, N. Presciutti, Rizzo: 2 F. Di Fulvio, Napolitano: 1 | Marcatori | 3: Mandić 1: Dedović, Gielen, Subotić |

| Arbitri: | Sergio Galindo Srđan Mišković |

|                                       |           |                                                                |
| Negrean, Popoviciu: 2 Ćupić, Dunca: 1 | Marcatori | 3: Rizzo 2: Bodegas, F. Di Fulvio, N. Presciutti 1: Crousillat |

| Arbitri: | Mladen Rak György Kun |

|                                                       |           |                      |
| Crousillat: 3 N. Presciutti, Rizzo: 2 Molina, Nora: 1 | Marcatori | 3: Nikić 1: Korolija |

| Arbitri: | Boris Margeta Andrej Franulović |

|                                                  |           |                                                                                                   |
| Oeler, Politze: 3 Jüngling: 2 Restović, Stamm: 1 | Marcatori | 3: Bodegas 2: F. Di Fulvio, C. Presciutti 1: Crousillat, Molina, Napolitano, N. Presciutti, Rizzo |

| Arbitri: | Mark Koganov Balázs Fekete |

|                                                               |           |                                           |
| Molina, Rizzo: 2 Bodegas, Crousillat, F. Di Fulvio, Giorgi: 1 | Marcatori | 5: Filipović 2: Marković 1: Basara, Ćirić |

| Arbitri: | Mihai Simion György Kun |

|                                                                               |           |                                                         |
| Burić, Vuksanović: 3 Zloković: 2 Basara, Đ. Filipović, Marković, Rosenthal: 1 | Marcatori | 3: Rizzo 2: Molina 1: F. Di Fulvio, Nora, C. Presciutti |

| Arbitri: | Srđan Mišković Mehmet Süngü |

|                                                                         |           |                                                                |
| Bodegas, C. Presciutti, Rizzo: 3 F. Di Fulvio: 2 Nora, N. Presciutti: 1 | Marcatori | 3: Stamm 2: Čuk 1: Jüngling, Oeler, Miers, Restović, Schrödter |

| Arbitri: | Nenad Peris Balázs Fekete |

|                                           |           |                                                                    |
| Smith: 2 Aksentijević, Çağatay, Gülsoy: 1 | Marcatori | 4: Bodegas 2: Rizzo 1: Crousillat, F. Di Fulvio, Molina, Valentino |

| Arbitri: | György Kun Sergej Naumov |

|                                                                                              |           |                                |
| Molina: 4 Crousillat, F. Di Fulvio, C. Presciutti: 3 Rizzo: 2 Napolitano, Nora, Valentino: 1 | Marcatori | 3: Negrean 2: Dunca, Georgescu |

| Arbitri: | Radosław Koryzna Sergio Borrell |

|                                                   |           |                                 |
| Dedović: 2 Jakšić, Mandić, Subotić, Tanasković: 1 | Marcatori | 3: F. Di Fulvio 1: Giorgi, Nora |

#### Final Six
| Arbitri: | Adrian Tiberiu Alexandrescu Boris Margeta |

|                                              |           |                                  |
| Español, Fernández: 2 Echenique, Petković: 1 | Marcatori | 2: Rizzo 1: F. Di Fulvio, Molina |

| Arbitri: | Adrian Tiberiu Alexandrescu György Kun |

|                                                    |           |                                                                 |
| Figlioli, Ivović: 3 Aicardi, Giorgetti, Joković: 1 | Marcatori | 3: Napolitano 2: Giorgi, Rizzo 1: Crousillat, Molina, Valentino |

### Coppa Italia

#### Seconda fase
L'AN Brescia, essendo una delle prime quattro squadre del campionato precedente, come da regolamento prende parte alla Coppa Italia partendo dalla seconda fase.
| Arbitri: | Collantoni Centineo |

|                                                    |           |                                                                |
| Bodegas: 5 Molina, C. Presciutti, N. Presciutti: 1 | Marcatori | 2: Saccoia 1: Foglio, Klikovac, Mandolini, Radović, RenzutI. o |

| Arbitri: | Collantoni Colombo |

|                                                                        |           |                                                              |
| Deserti, Elez: 2 G. Bianco, Colombo, Damonte, G. Fiorentini, Rubino: 1 | Marcatori | 3: F. Di Fulvio, Molina, Rizzo 2: Bodegas 1: Nora, Valentino |

| Arbitri: | Centineo Colombo |

|                                                        |           |                                                                                     |
| Bini, Borella, Brancatello, Coppoli, Gobbi, Martini: 1 | Marcatori | 3: F. Di Fulvio 2: Bodegas, Napolitano 1: E. Calcaterra, Nora, N. Presciutti, Rizzo |

#### Final Four
La Final Four si è disputata interamente a Brescia.
| Arbitri: | Caputi Ceccarelli |

|                                                                                                |           |                                   |
| C. Presciutti: 4 Bodegas, F. Di Fulvio: 2 Legrenzi, Molina, N. Presciutti, Rizzo, Valentino: 1 | Marcatori | 1: E. Di Somma, Lanzoni, Marziali |

| Arbitri: | Caputi Riccitelli |

|                                                     |           |                                                                |
| Ivović: 5 Aicardi, Joković: 2 Giorgetti, Lapenna: 1 | Marcatori | 2: Napolitano 1: Bodegas, Molina, C. Presciutti, N. Presciutti |

## Statistiche
Statistiche aggiornate al 30 maggio 2014.

### Statistiche di squadra
| Competizione     | Punti | In casa | In casa | In casa | In casa | In casa | In casa | In trasferta | In trasferta | In trasferta | In trasferta | In trasferta | In trasferta | Neutro | Neutro | Neutro | Neutro | Neutro | Neutro | Totale | Totale | Totale | Totale | Totale | Totale | DR   |
| Competizione     | Punti | G       | V       | N       | P       | Gf      | Gs      | G            | V            | N            | P            | Gf           | Gs           | G      | V      | N      | P      | Gf     | Gs     | G      | V      | N      | P      | Gf     | Gs     | DR   |
| ---------------- | ----- | ------- | ------- | ------- | ------- | ------- | ------- | ------------ | ------------ | ------------ | ------------ | ------------ | ------------ | ------ | ------ | ------ | ------ | ------ | ------ | ------ | ------ | ------ | ------ | ------ | ------ | ---- |
| Serie A1         | 61    | 11      | 10      | 1       | 0       | 178     | 67      | 11           | 10           | 0            | 1            | 161          | 83           | 0      | 0      | 0      | 0      | 0      | 0      | 21     | 20     | 1      | 1      | 339    | 150    | +189 |
| Playoff          | -     | 3       | 3       | 0       | 0       | 40      | 18      | 4            | 2            | 0            | 2            | 35           | 34           | 0      | 0      | 0      | 0      | 0      | 0      | 7      | 5      | 0      | 2      | 75     | 52     | +23  |
| Coppa Italia     | -     | 5       | 4       | 0       | 1       | 51      | 36      | 0            | 0            | 0            | 0            | 0            | 0            | 0      | 0      | 0      | 0      | 0      | 0      | 5      | 4      | 0      | 1      | 51     | 36     | +15  |
| Champions League | -     | 5       | 4       | 0       | 1       | 59      | 36      | 6            | 2            | 0            | 4            | 49           | 45           | 1      | 1      | 0      | 0      | 10     | 9      | 12     | 8      | 0      | 4      | 118    | 90     | +28  |
| Totale           | -     | 24      | 21      | 1       | 2       | 328     | 157     | 21           | 14           | 0            | 7            | 245          | 162          | 1      | 1      | 0      | 0      | 10     | 9      | 46     | 37     | 1      | 8      | 583    | 328    | +255 |

### Classifica marcatori
| Tot. | Giocatore            | A1 | CI | CL |
| ---- | -------------------- | -- | -- | -- |
| 100  | Valerio Rizzo        | 71 | 5  | 24 |
| 84   | Guillermo Molina     | 66 | 7  | 11 |
| 71   | Christian Presciutti | 59 | 6  | 6  |
| 71   | Francesco Di Fulvio  | 46 | 9  | 16 |
| 69   | Michaël Bodegas      | 41 | 12 | 16 |
| 43   | Christian Napolitano | 33 | 4  | 6  |
| 42   | Nicholas Presciutti  | 31 | 4  | 7  |
| 37   | Alessandro Nora      | 32 | 2  | 3  |
| 21   | Daniele Giorgi       | 17 | 0  | 4  |
| 21   | Giuseppe Valentino   | 16 | 2  | 3  |
| 13   | Ugo Crousillat       | 0  | 0  | 13 |
| 6    | Filippo Legrenzi     | 5  | 1  | 0  |
| 4    | Enrico Calcaterra    | 3  | 1  | 0  |
| 1    | Stefano Guerrato     | 1  | 0  | 0  |